# Ellice (Manitoba)
Pour les articles homonymes, voir Ellice.
Ellice est une municipalité rurale de l'ouest du Manitoba, au nord ouest de Brandon. Elle se concentre autour du village de Saint-Lazare. Son nom vient du Fort Ellice, un ancien poste de traite de la compagnie de la Baie d'Hudson entre la rivière Assiniboine et la rivière Qu'Appelle.
Ellice est principalement peuplée de francophones.
Beaucoup d'habitants d'Ellice travaille dans la province voisine de la Saskatchewan pour la Potash Corporation of Saskatchewan.